# Batalla de Millarapue
La Batalla de Millarapue (también llamado Millapoa o Melipuru) fue un enfrentamiento militar producido el 27 o 30 de noviembre de 1557, entre las fuerzas mapuches del toqui Caupolicán y las del Imperio español al mando del gobernador García Hurtado de Mendoza, con victoria de las segundas.

## Antecedentes
El 24 de abril de 1557 desembarcó en La Serena el nuevo gobernador, García Hurtado de Mendoza, con cinco navíos. Poco después se le unió el capitán Luis de Toledo, que había marchado con parte de sus refuerzos por la costa. Había llegado con 500 soldados españoles, la mayor fuerza española enviada a Chile hasta la fecha. El 26 de abril Hurtado de Mendoza salía con rumbo a Santiago, llegando a la villa el 5 de mayo para tomar posesión del gobierno. Siendo un joven impetuoso e inexperto, se trasladó por mar desde Valparaíso el 28 de junio con parte de sus refuerzos hasta la isla Quiriquina, pero sin llevarse a los oficiales más veteranos que habían acompañado a Pedro de Valdivia, desembarcando con un pésimo clima y mal abastecido. En tanto, su caballería y yanaconas marcharon por tierra a las órdenes del capitán Toledo.
Hizo que sus soldados construyeran el fuerte San Luis, en la actual Talcahuano, pero el 25 de agosto fue atacado sorpresivamente por mapuches armados con lanzas, espadas y escudos de acero. La batalla estuvo a punto de convertirse en un desastre pero la tripulación de los barcos intervino en el último momento y salvó la situación. Poco después, el 29 de octubre, salió de donde estuvo Concepción y cinco días después cruzó el río Biobío hacia el sur. Cerca de su desembocadura, en Lagunillas, derrotó a los araucanos el 8 de noviembre. El gobernador cometió numerosas atrocidades para escarmentar a los indígenas, destacando la amputación de las manos de Galvarino. Posteriormente, intentó cambiar su política y negociar pero las tribus de la zona ya estaban decididas a dar batalla nuevamente. En búsqueda de un fortín en la sierra de Andalicán (posiblemente cerca de la actual Lota), que está en la zona de la costa, fue al sur. En dicho lugar estaba Caupolicán con los demás caciques, cuando apareció Galvarino, quien mostró sus muñecas amputadas y llamó a sus congéneres a buscar venganza, pues ante tal trato no era posible negociación alguna.

## Fuerzas enfrentadas

### Españoles
Mariño de Lobera indica que los españoles no pasaban de 600. A ellos, al comienzo de la campaña, se les sumaban 1000 caballos y más de 4000 yanaconas, la mayoría de las vecindades de Concepción. Los indios auxiliares aumentaron sus números hasta finales de la centuria.
El más alcista es Quiroga refiriéndose a un ejército 8000 a 9000 «hombres de guerra», entre los que habrían 4000 arqueros aliados promaucaes, maulinos y cauquenes. Los españoles serían una minoría, estando los 400 o 500, según la fuente, que llegaron con Hurtado de Mendoza, y algo más de 200 que se sumaron en Santiago y La Imperial. En cambio, Molina habla de 2000 indios auxiliares, más de 1000 jinetes venidos de Perú, otra fuerza de españoles reclutados en La Imperial y 8 piezas de campaña.
Basado en estos datos, Tomás Bonilla estima que el ejército que cruzó el Biobío pasaba los 4500 hombres, incluyendo 500 a 700 españoles, dependiendo del cronista, y el resto auxiliares; tal vez cerca de 5000, de los que más de 4000 serían auxiliares.

### Mapuches
Según Vivar, las fuerzas indígenas sumaban 15 000 lanzas en total. Por su parte, Góngora de Marmolejo señala que fueron 10 000 guerreros los involucrados, pero no todos lucharon porque la división de retaguardia llegó atrasada y no combatió. Mariño de Lobera los contabiliza en más de 20 000, divididos en tres contingentes. El primero (derecha) de 7000 a 8000 indios, el segundo (izquierda) de 5000 a 6000 guerreros, y el tercero (reserva) de 6000. Por otra parte, Quiroga afirma que cuando los españoles cruzaron el Biobío el cacique Caupolicán había reunido un ejército de 78 000 guerreros, sin embargo, más de 8000 murieron en Lagunillas (y sin considerar los capturados). Al parecer, uso a Ercilla como fuente.
Barros Arana cree que no pudieron ser más de 8000 a 10 000 guerreros. Bonilla reduce aún más la cifra, alrededor de 5000 antes de Lagunillas, lo que coincide con Encina. Sin embargo, según su parecer Caupolicán fue capaz de reclutar aún más guerreros, pero el escritor niega que alcanzaran los 15 000, sino que «un poco más de 8000 hombres», quizás sólo 6000.
Los mapuches habían adoptado el uso de espadas y lanzas con puntas de acero capturadas a los españoles, lo que compensaba en cierta medida la diferencia tecnológica, pero la mayoría carecía de esas armas y sólo tenía palos con pedernales o huesos pulidos y lanzas y macanas de madera gruesa. Estaban mal armados pero tenían «deseos incontenibles de luchar». Sin embargo, posiblemente sólo 200 tuviesen espadas, por lo que su impacto era menor.

## Batalla

### Movimientos previos
Tras esa batalla, Hurtado de Mendoza pasó dos días en la zona de Arauco, encontrando las ruinas del fuerte que había levantado Valdivia. Luego, una avanzadilla al mando del caballero de Sevilla y contador, Arnao Segarra y Ponce de León, chocó con numerosos indígenas y les forzó a retirarse hasta unos pantanos donde sabían que encontrarían refugio. Sin embargo, un español llamado Juan Ralón se introdujo en la ciénaga y su montura quedó atrapada, siendo asesinado y decapitado. El gobernador ordenó a una compañía de jinetes perseguir a los enemigos, pero no pudieron encontrarlos porque se dispersaron. El ejército siguió la marcha con la caballería formando la vanguardia y las dos alas cubiertas por la infantería aliada. En retaguardia los piqueros apoyados por los arcabuceros y por último el bagaje con una nutrida guarnición.
El ejército pasó cerca de donde sucedió la batalla de Marihueñu, donde una compañía de caballería encontró piezas de bronce capturadas en dicho combate, incluyendo uno de los cañones que servía de trofeo, pues los indígenas no sabían utilizarlo. Enterado de la cercanía de un fuerte mapuche donde se reunía un ejército, mando al capitán Quiroga adelantarse. Cuando el oficial se acercó con la vanguardia al cerro donde estaba la fortificación encontró que el camino estaba bloqueado por árboles cortados, entendiendo lo vulnerables que serían si intentaban abrirse paso moviéndolos decidió volver a informar a su superior.

### Combate
Después de varios días de descanso, el gobernador entró en el valle de Millarapue, un lugar hondo y rodeado de profundas quebradas, posicionándose de una colina alta al enterarse de que el ejército mapuche estaba en un fuerte cercano. Los cerros de alrededor parecían no tener mucha altura. Según Quiroga, estaban acampados cuando un mensajero indígena llegó con el ofrecimiento de un duelo personal entre el gobernador y el toqui a la vista de ambos ejércitos. Hurtado de Mendoza aceptó, pero sus oficiales le dijeron que era un ardid para introducir un espía en el campamento y ver sus defensas. Los españoles mejoraron las fortificaciones, redoblaron la guardia, cambiando los turnos cada hora para evitar que los vigías se durmieran, pusieron las cuerdas de sus arcabuces cerca de las fogatas para impedir que el rocío las humedeciese y cada tanto hacían disparar a la mitad de los cañones, impidiendo a sus hombres dormir profundamente y señalando a los araucanos que estaban atentos.
Por su parte, Caupolicán, que no deseaba tender una emboscada, hizo reunir un parlamento de loncos donde animó a los suyos a presentar batalla. Afirmó que un pillán le había mostrado la visión del árbol donde acampaban los españoles con sus enemigos colgando como habían hecho con varios caciques durante su marcha. En esa reunió el toqui discutió con el lonco Turcupichun, cacique de la zona, quien lo convenció de modificar sus planes. Según Rosales, Turcupichun debía atacar con una división por el frente mientras Caupolicán lo haría poco después desde la retaguardia, acabando con los españoles, sin embargo, el lonco le convenció de que dejara a sus guerreros como reserva para atacar por detrás.
Al amanecer siguiente, según Vivar una gran hueste de araucanos organizada en dos contingentes empezó a aproximarse entre gritos y toques de cornetas. En cambio, Góngora Marmolejo dice que salieron organizados en tres divisiones silenciosamente, esperando atacar por sorpresa en la madrugada pero fueron detectados por los centinelas, que hicieron tocar la trompeta. Entendiendo que fueron descubierto se pusieron a hacer ruido dos de sus divisiones, aproximándose hasta estar a tiro de mosquete y manteniéndose siempre a la vista entre sí. Por último, Mariño de Lobera indica que los araucanos se aproximaron durante toda la noche para no ser vistos al campamento español. Fue entonces que, por ser el día del apóstol san Andrés, se tocaron los ministriles y un clarín al amanecer. Los mapuches, creyéndose descubiertos empezaron a tocar sus propias trompetas y a gritar para darse ánimos en la batalla. Sin duda fue un error, pues perdieron el factor sorpresa. Estaban organizados en tres divisiones: la primera bajo por una loma atacando desde por la derecha a los españoles, la segunda venía un poco más atrás para atacar el ala izquierda española donde estaba la caballería, y la tercera estaba sobre un pequeño cerro como reserva; esta última se componía de guerreros de la zona de Caupolicán. Con esta última estaba Caupolicán sobre un caballo blanco y con una capa de grana. Probablemente apenas se sostenía en la silla, los mapuches aún no habían adoptado el uso de estos animales. Es posible que la montura fuera uno de los regalos que el gobernador dio a las embajadas indígenas.
En respuesta, Hurtado de Mendoza hizo formar a toda la gente en la plaza de armas del campamento, ordenándoles formar con sus unidades pero sin atacar. Dividió sus fuerzas, una compañía la puso a cargo del capitán Rodrigo de Quiroga y otra, formada por 20 arcabuceros y 20 rodeleros, era mandada por el capitán Alonso de Reynoso para encarar al contingente araucano más cercano. Góngora de Marmolejo dice que las cuatro piezas de artillería, ubicadas en una altura que dominaba el campo, estaban protegidas por una compañía de infantería dirigida por el caballero de Plasencia, Alonso Pacheco. Eran una fuerza de reserva cuyo propósito inicial era impedir ataques por la retaguardia. Mariño de Lobera habla de seis piezas que acompañaron al escuadrón que quedó a cargo del propio gobernador. Al mismo tiempo, los arcabuceros cargaron contra la división mapuche de la derecha. Así, en ese contingente mapuche se concentró la atención del grueso de la infantería y artillería, pudiendo ocultarse en una hondonada cubierta de árboles que se encontraba entre dos lomas.
Entre tanto, el gobernador se puso a la cabeza de dos compañías de jinetes y otra de infantes, ordenándoles esperar el momento de atacar a las órdenes de Toledo a la división mapuche más lejana, que venía por la izquierda. Sin embargo, estas últimas tropas no obedecieron y cargaron, resultando dos de sus jinetes derribados. Los indígenas estaban en ventaja, pues luchaban en una zona de laderas y llanos estrechos, permitiendo que sólo la infantería fuera efectiva. La caballería con Lorenzo Bernal del Mercado a la cabeza cargo dos veces pero no pudo romper las sólidas líneas araucanas, formadas por piqueros bien ordenados apoyados por arqueros y honderos que hacían caer una lluvia de proyectiles sobre los españoles. Además, golpeaban con garrotes el rostro de los caballos, haciendo que los asustados animales se descontrolaran.

Tanto en más ira y más furor se enciende
 Cuanto el trabajo y el peligro crece,
 Que allí la gloria y el honor pretende
 Donde mayor dificultad se ofrece:
 Lo más dudoso y de más riesgo emprende,
 Y poco lo posible le parece,
	Que el pecho grande y ánimo invencible
 Le allana y facilita lo imposible.

Quiroga debió socorrerlos con su infantería y caballería y también Hurtado de Mendoza debió auxiliarlos mientras su artillería atacaba al ala derecha mapuche que, sin embargo, resistía los ataques españoles. Fue el momento en que Caupolicán adelantó a su reserva para cortar la retirada española o para reforzar a su ala derecha, detenida por la intervención personal del gobernador, que una vez controlada la situación fue a la izquierda.
Así, la segunda división araucana seguía intacta y bien formada, con sus caciques al frente. En esa situación, unos auxiliares trajeron a Hurtado de Mendoza un prisionero, al que hizo cortar las manos y mandar decir a los loncos que si se rendían los dejaría en paz pero que si seguían luchando les haría lo mismo. Esto no funcionó, pues la víctima se puso a exhibir a sus compañeros su sufrimiento y animarlos a luchar hasta el final para no padecer la misma suerte, que redoblaron sus esfuerzos. Fue entonces que la artillería jugó un papel vital al disparar contra las densas filas de guerreros, desbaratándolas. Luego, el gobernador hizo formar a dos compañías de arcabuceros para disparar sobre sus enemigos, seguidos de otras tres unidades de caballería que cargaron contra el segundo y más lejano contingente araucano, consiguiendo dispersarlos lo que facilitó la lucha a la caballería, que pudo cazarlos entre las brechas abiertas.
Pero esto expuso a los españoles en la derecha, a cargo del capitán Juan Remón, quien solicitó ayuda. Entonces intervinieron una compañía de arcabuceros y la caballería del capitán Alonso de Ercilla para contener a los mapuches en el sector, pues se estaban reorganizando. Los españoles se habían confiado y creyeron que estaban por arrollar a los indígenas, pero no se fijaron de la llegada del tercer contingente de reserva. Finalmente, el sector quedó seguro con la intervención de los arcabuceros de Pacheco, que dispararon o hirieron a algunos y pusieron en fuga al resto.
Muchos indios murieron por las lanzas o espadas y otros se rindieron, recibiendo pequeños castigos antes de ser liberados. Al ver esto, la división que luchaba de la derecha se retiró con pocas bajas. El coste de hacer huir en desorden a la división de la izquierda supuso varios heridos y muchos caballos muertos. Los vencidos fueron perseguidos por media legua. De hecho, Quiroga y Ulloa empujaron a los araucanos a una quebrada donde atraparon y masacraron a 300. La batalla había durado desde el amanecer hasta las 14:00 horas.
La versión de Molina es un poco diferente. Los mapuches avanzaron en tres líneas y la caballería española cayó sobre la primera, mandada personalmente por Caupolicán, quien ordenó resistir con picas y macanas, logrando rechazar a los jinetes. Luego, el toqui hizo cargar a sus guerreros, logrando penetrar en la línea de la infantería española; destacó en la acción un cacique llamado Tucapel, quien mató a varios españoles. La victoria parecía segura para los araucanos cuando Hurtado de Mendoza hizo a su reserva cargar contra el batallón de los loncos Lincoyán y Ongolmo. La unidad fue desbaratada y huyó con sus compañeros, generando el caos. El toqui intentó reorganizar a sus hombres pero fue inútil y tuvo que retirarse.

## Consecuencias

### Bajas
En la Crónica de Jerónimo de Vivar (1558) las fuerzas de Reynoso y Quiroga lograron matar a 120 enemigos, incluyendo a siete de sus cabecillas y al hermano de Caupolicán, mientras que los soldados de Hurtado de Mendoza acabaron con 300 guerreros y capturaron a otros 500. Entre los prisioneros estaba el propio Galvarino, quien animaba a los suyos a luchar enseñando sus manos amputadas en la primera línea y advirtiendo que esto harían los españoles con ellos. Fue parte de los veinte caciques ahorcados; según Vivar todos murieron felices y diciendo «más valía morir allí como valientes que no servir a los españoles».
En cambio, en su Historia, Alonso de Góngora Marmolejo (1575) dice que se capturaron 600 indígenas y otro tanto fue muerto, además de 10 caciques que fueron ahorcados, incluyendo un antiguo sirviente de Valdivia, un tal Libanturén, que pidió ser colgado más alto que los demás. Otras fuentes dicen que tal personaje era un lonco llamado Andacol. En su Historia General, Diego de Rosales (1674) dice que murieron 400 mapuches y se capturaron a otros 1000, siendo colgados 80 caciques poco después. El Compendio de Juan Ignacio Molina (1795) sólo dice que doce ulmenes y Galvarino fueron colgados.
El Compendio histórico de Jerónimo de Quiroga (1690) relata una gran matanza de mapuches y la captura de 12 caciques, incluyendo a un Galvarino que animaba a los suyos en primera línea. Inicialmente se creyó que el toqui había muerto, pero después de buscar su cuerpo entre los cadáveres no fue encontrado. Por último, la Crónica de Pedro Mariño de Lobera (1595) habla de 3000 indígenas muertos y otros 800 capturados. Bonilla dice que fueron 1200 muertos y 600 prisioneros, de los que se eligieron a los 30 mejor vestidos para ahorcarlos. Barros Arana cree que los araucanos padecieron 1000 muertos y otros tantos prisioneros.
Vivar dice que muchos soldados y caballos del gobernador resultaron heridos. Góngora Marmolejo corrobora esto, señalando que no hubo heridos graves y tampoco muertos. En cambio, Mariño de Lobero también dice que sólo hubo heridos en «no pequeño número».
Rosales afirma que Caupolicán recriminó a Turcupichun por llegar tarde con su reserva, así que este último, después de que el toqui había sufrido varias derrotas, lo abandonó con numerosos guerreros.

### Continuación de la campaña
Inmediatamente después, los españoles avanzaron hasta Lebu y al día siguiente llegaron a las ruinas del fuerte de Tucapel. El gobernador hizo saquear las aldeas cercanas por cuatro días, reuniendo maíz, frijoles y papas para alimentar a su ejército. Luego mando reconstruir la fortaleza. El 11 de diciembre, el capitán Quiroga y 35 soldados hicieron una salida a recolectar víveres cuando enfrentaron en un llano a 3000 mapuches. Los españoles cargaron y dispersaron a sus enemigos, sufriendo 15 heridos pero matando a 100 indígenas. El 6 de enero de 1558 se trajeron nuevos colonos y se reconstruyó por tercera vez Concepción.
Según Bonilla, los factores decisivos para esta batalla fue la ausencia de caballería mapuche, las unidades montadas se movían mucho más rápido que las de a pie, permitiendo rellenar las líneas rotas de los españoles. También fue importante que los indígenas no atacaran a los cañones, ubicados en altura junto con los arcabuceros, pues creían que disparaban solos y les observaban, lo permitió su uso para destrozar las agrupaciones araucanas sin respuesta. La batalla no fue decisiva, pues el ejército mapuche se retiró en orden y la caballería estaba agotada, por lo que no fue aniquilado. Sin embargo, su ardor en tomar la ofensiva no fue suficiente para superar el armamento español. Si demostraron que eran capaces de contener las cargas de los jinetes acorazados y poder combatir en orden durante largas horas.